# Riksdagen 1596
Riksdagen 1596 ägde rum i Stockholm.
Ständerna sammanträdde den 4 oktober 1596. 
Söderköpings riksdag hade beslutat att landet skulle regeras gemensamt av riksrådet, lojalt mot Sigismund och av hertig Karl. För att reda ut olika problematiska ageranden som uppstått av denna oklara maktfördelning inkallades denna riksdag.
Karl förklarade för ständerna (29 oktober och 2 november) att han ansåg det var dessa som skulle bestämma hur regerandet av riket skulle skötas, vilket var emot hur Sigismund såg på detta där han ansåg det var han som kung som bestämde.
Riksdagen avslutades den 2 november 1596.